# Magnolias for Ever
Pour les articles homonymes, voir Magnolia (homonymie) et Forever.
Singles de Claude François
Love Will Call The Tune
(1977) Alexandrie Alexandra
(1978)
Clip vidéo
[vidéo] « Claude François - Magnolias For Ever », sur YouTube
Pistes de Magnolias for Ever
Et je t'aime tellement
Magnolias for Ever (Magnolias pour toujours, en français) est une chanson française disco de Claude François, single, extrait de son dernier album Magnolias for Ever de 1977. Un des nombreux tubes intemporels de sa carrière et de la chanson française, vendu à plus de 600 000 exemplaires.

## Histoire
Jean-Pierre Bourtayre et Claude François composent cette chanson avec des paroles de son nouveau parolier Étienne Roda-Gil, sur le thème d'une ancienne histoire d'amour de Claude François, avec qui il ne sait plus comment faire, mais qu'il n'oublie pas, et dont il associe le souvenir « pour toujours » à des magnolias « Your girl is crying in the night, is she wrong or is she right ? je ne peux plus rien y faire, your girl is shining in the night, burning burning burning bright... Dites-lui que je pense à elle, dans un grand champ de magnolias, et que si toutes les fleurs sont belles, je me brûle souvent souvent les doigts... ».
Cette chanson marque l'évolution des débuts de carrière yéyé des années 1960 de Claude François, vers la nouvelle vague disco de l'époque, avec entre autres Je vais à Rio sortie quelques mois plus tôt, en mai 1977. Son tube international Comme d'habitude de 1967 évoque déjà ses souvenirs de sa relation passée avec France Gall, avec qui il a été en couple entre 1964 et 1967. Son nouveau parolier Étienne Roda-Gil lui écrit également Alexandrie Alexandra de 1977, son ultime tube avant sa disparition accidentelle en 1978.

## Liste des titres
| No | Titre                                                       | Auteur                                                   | Orchestre                            | Durée |
| -- | ----------------------------------------------------------- | -------------------------------------------------------- | ------------------------------------ | ----- |
| 1. | Magnolias for Ever                                          | Étienne Roda-Gil, Jean-Pierre Bourtayre, Claude François | Raymond Gimenes et Jean-Claude Petit | 4:15  |
| 2. | Et je t'aime tellement (Titre original : And I Love You So) | Don McLean                                               | Jean-Claude Petit                    | 3:49  |

## Classements

### Classements hebdomadaires
| Classement (1977-78)                    | Meilleure position |
| --------------------------------------- | ------------------ |
| Belgique (Flandre Ultratop 50 Singles)  | 22                 |
| Belgique (Wallonie Ultratop 50 Singles) | 37                 |
| France (IFOP)                           | 2                  |
| Suisse (Romandie Ventes)                | 2                  |

| Classement (2012)                          | Meilleure position |
| ------------------------------------------ | ------------------ |
| Belgique (Flandre Back Catalogue Singles)  | 32                 |
| Belgique (Wallonie Back Catalogue Singles) | 1                  |
| France (SNEP)                              | 77                 |

### Classements de fin d'année
| Classement (1978) | Position |
| ----------------- | -------- |
| France (SNEPA)    | 13       |

## Reprises et adaptations
Ce tube est repris entre autres par : 
- 1997 : 2Be3, avec la seconde édition de leur album Partir un jour, avec de nouveaux arrangements.
- 1998 : C. Jérôme, album Ils chantent Claude François (par divers artistes).
- 2003 : Belles belles belles, comédie musicale mise en scène par Redha, d'après les chansons de Claude François.
- 2016 : M. Pokora, album My Way (album de M. Pokora)[17].
- 2021 : Emma Peters, en duo avec Leo Kodian[18].

## Au cinéma
- 1979 : Série noire, d'Alain Corneau
- 2004 : Podium, de Yann Moix, avec Benoît Poelvoorde dans le rôle de Claude François, au moulin de Dannemois.
- 2012 : Cloclo, de Florent-Emilio Siri, avec Jérémie Renier dans le rôle de Claude François[19].